# Equazione di Horwitz
L'equazione di Horwitz è un'equazione empirica che fornisce una stima del valore dell'incertezza di misura di un analita. Permette di calcolare la deviazione standard relativa percentuale, in base alla sua sola concentrazione, a prescindere dalla natura dell'analita, della matrice e dal metodo di misura impiegato.
RSD% = 2[1 - 0,5 log(C)]
dove:
- RSD% è la deviazione standard relativa percentuale;
- C è la concentrazione dell'analita espressa in frazione (es. 1 ppm = 0,000001).

Ottenendo RSD% è poi possibile ricavare lo scarto tipo di riproducibilità, σR, dalla relazione
σR = RSD% * C/100
Comunemente si utilizza la forma approssimata dell'equazione di Horwitz 
σR = 0,02 C0,8495
che come è possibile notare mette direttamente in relazione σR con la concentrazione di analita. Successivamente, moltiplicando σR per il fattore di copertura, si ottiene l'incertezza estesa.
Prima di utilizzare lo scarto tipo di riproducibilità per il calcolo dell'incertezza estesa è necessario verificare che il proprio scarto tipo di ripetibilità stretta (Sr) sia compatibile con σR ottenuto dall'equazione di Horwitz. Ovvero si deve verificare la condizione 1/2 σR ≤ Sr ≤ 2/3 σR. È possibile avere uno scarto tipo di ripetibilità migliore, verificandosi 1/2 σR > Sr.

## Correzione di Thompson
L'equazione di Horwitz è applicabile per concentrazioni (sempre espresse in termini frazionari) che ricadono nell'intervallo tra 1,2x10-7 - 1,38x10-1. Per valori esterni all'intervallo citato si applicano le due correzioni di Thompson:
σR = 0,22 C
per C < 1,2x10-7, e
σR = 0,01 C1/2
quando C > 1,38x10-1